# ヨーゼフ・フェルディナント (アストゥリアス公)
ヨーゼフ・フェルディナント・レオポルト・フォン・バイエルン（ドイツ語: Joseph Ferdinand Leopold von Bayern, 1692年10月28日 - 1699年2月6日）は、バイエルン選帝侯マクシミリアン2世エマヌエルの子。母はその最初の妃である、神聖ローマ皇帝レオポルト1世の娘マリア・アントニアである。アストゥリアス公（スペイン王太子）となり、スペイン語名ではホセ・フェルナンド・デ・バビエラ・イ・アウストリア（José Fernando de Baviera y Austria）と呼ばれた。異母弟に選帝侯位を継ぎ、神聖ローマ皇帝にもなったカール7世と、ケルン大司教、ドイツ騎士団総長に就任したクレメンス・アウグストがいる。

## 概要
スペイン継承戦争前、ヨーゼフ・フェルディナントはイングランド・ネーデルラント共和国に次期スペイン王位継承者として推されており、スペイン王カルロス2世もヨーゼフ・フェルディナントをアストゥリアス公に叙して、正式に後継者としていた。ヨーゼフ・フェルディナントの母方の祖母がカルロス2世の同母姉マルガリータ・テレサであったことから、最も血縁が近かったためである。加えて神聖ローマ皇帝レオポルト1世が母方の祖父、フランス王太子ルイの妃マリー・アンヌが父方の伯母という血縁関係もあった。
しかし1699年、ヨーゼフ・フェルディナントは天然痘によりわずか6歳で早世した。そのため、イングランドとフランスの間で条約が結ばれ、フランスのアンジュー公フィリップ（後のフェリペ5世、ルイ14世とカルロス2世の異母姉マリア・テレサの孫で、マリー・アンヌの子、ヨーゼフ・フェルディナントの従兄）がナポリ、シチリア、ミラノを得、スペインの支配権はレオポルト1世の次男カール大公（後のカール6世、ヨーゼフ・フェルディナントの母方の叔父）に与えるとしたが、これを不服としたレオポルト1世、ルイ14世は条約を破棄、両者の争いはスペイン継承戦争に発展した。その結果、アンジュー公のスペイン王位継承が承認された。

## 脚註
1. ↑  Mitchell, Silvia Z. (2013). Mariana of Austria and Imperial Spain: Court, Dynastic, and International Politics in Seventeenth-Century Europe (Doctor of Philosophy (PhD) thesis). p. 411. 2023年11月21日閲覧。
2. ↑  McGuigan, Dorothy Gies (1966). The Habsburgs. New York: Doubleday & Company. p. 213 2023年11月21日閲覧。
3. ↑  Spielman 1977, p. 173.
4. ↑  Wheatcroft, Andrew (1996). The Habsburgs: Embodying Empire. London: Penguin Books. p. 204 2023年11月21日閲覧。